# Leça Futebol Clube
Il Leça Futebol Clube, o semplicemente Leça, è una società calcistica portoghese con sede nella città di Matosinhos, precisamente nella ex freguesia di Leça da Palmeira, fondata il 29 agosto del 1912.
Attualmente milita nel Campeonato de Portugal, la terza divisione del campionato portoghese di calcio. Esordì in Primeira Divisão nella stagione 1941-1942. A cavallo tra il 1995 e il 1998 il club tornò in massima divisione, per poi essere retrocesso d'ufficio nonostante la salvezza conquistata sul campo.

## Storia
Nella stagione 2021-2022 riesce a raggiungere i quarti di finale di Coppa di Portogallo eliminando due squadre di Primeira Liga.

## Palmarès

### Competizioni nazionali
- Segunda Liga: 1

1994–1995
- Segunda Divisão: 1

1940-1941
- Terceira Divisão: 1

2006-2007

### Altri piazzamenti
- Distritais – 1ª Divisão

2º posto: 1985–1986